# Veslački klub Neretvanski gusar
Veslački klub Neretvanski gusar (VK Neretvanski gusar), hrvatski je veslački klub iz Metkovića. Član je Veslačkoga saveza Dalmacije i Hrvatskoga veslačkoga saveza.

## Povijest kluba
Povijest veslanja u Metkoviću seže u 1924. kada je špediterska tvrtka „Šarić-Mrčić-Guina” iz Italije naručila nekoliko čamaca, ali je nabava ubrzo otkazana. Drugi pokušaj osnivanja kluba zbio se 1958. kada su metkovski studenti i članovi splitskoga Gusara Zdravko Vučićević i Pero Jurjević pokrenuli akciju koja nije urodila plodom. Nabavom rashodovanih plovila Sportskoga parka JNA 1968. započinje postupak osnutka kluba. Prvo zasjedanje Osnivačkoga odbora bilo je 29. rujna 1968., a dovršetkom statuta klub je osnovan 13. listopada 1968. Prvu upravu činili su: Božo Mustapić (predsjednik), Pero Jurjević (potpredsjednik i trener), Braco Kravar i Robert Kvasina (tajnici), Jozo Perleta (blagajnik). Ostali članovi uprave bili su: Natko Gluščević, Mijo Knežić, Niko Gabrić Franin, Krešo Gabrić i Mirko Rastočić. U početcima rada kluba, zbog nedostatka prostorija čamci su bili smješteni u Domu kulture, koji je još bio u izgradnji. Prvi zaveslaji na Neretvi zbili su se 26. siječnja 1969. u sastavu: Stipe Vučković, Pero Jurjević, Mate Marević i Zdravko Vučićević. Dana 7. lipnja 1970. održana je i prva Neretvanska regata a članovi kluba su nastupili i na drugim natjecanjima, često i u iznajmljenim čamcima.
Početkom osamdesetih klub je nabavio nova plovila i opremu za treniranje koji su omogućili bolju konkurenciju drugim klubovima te mogućnost treniranja većega broja polaznika kluba. Zahvaljujući i novomu treneru Jošku Sprčiću klub je ostvarivao zapažene rezultate na prvenstvima SFR Jugoslavije, SR Hrvatske te mnogim regatama. Iako je najveći sportski uspjeh kluba ostvario Tomislav Popić 1998., osamdesete su bile zlatne godine kluba.
Početkom Domovinskoga rata mnogi su se članovi kluba uključili u obranu Hrvatske, što se odrazilo i na rad kluba. Ipak, zaslugom nekolicine ljudi, posebno tadašnjega tajnika Gorana Primorca klub je nastavio s radom i ostvario najbolji klupski rezultat, četvrto vrijeme Tomislava Popića u kombinaciji s Ivicom Stojakovićem iz Osijeka na Svjetskom juniorskom prvenstvu 1998. u Linzu. Dolaskom bivših veslača u Upravu te uz podršku Grada Metkovića i sponzora, klub je početkom 2010-ih obnovio klupske prostorije te nabavio nova plovila i opremu.
Klub je domaćin tradicijske Neretvanske regate koja se održava od 1970. te utrke osmeraca »Neretva open«. Sudjelovao je i u organizaciji Europskoga prvenstva u kajaku i kanuu – disciplina maraton, održanoga u Metkoviću 2018., te Svjetskoga prvenstva u kajaku i kanuu maratonu održanoga u Metkoviću 2024. godine.
Dobitnici su godišnje Nagrade grada Metkovića "Ždral" u području sporta za 2018. godinu.

## Vanjske poveznice
- Stranice VK Neretvanski gusar